# Rogóźnia (Mazovie)
Pour les articles homonymes, voir Rogóźnia.
Rogóźnia (prononciation : [rɔˈɡuʑɲa]) est un village polonais de la gmina d'Ostrów Mazowiecka dans le powiat d'Ostrów Mazowiecka de la voïvodie de Mazovie dans le centre-est de la Pologne.

## Histoire
De 1975 à 1998, le village appartenait administrativement à la Powiat d'Ostrów dans la voïvodie d'Ostrołęka.